# Metriochroa scotinopa
Metriochroa scotinopa là một loài bướm đêm thuộc họ Gracillariidae. Nó được tìm thấy ở Ethiopia.
Ấu trùng ăn Dregea schimperi. Chúng có thể ăn lá nơi chúng làm tổ.